# ESR (electrònica)

Relació de la freqüència de treball amb la ESR i amb la impedància Z

El terme ESR o resistència sèrie equivalent, fa referència a la resistència d'un condensador (o un inductor) al pas d'un corrent altern d'una freqüència determinada (la resistència de l'electròlit, dels dielèctrics, dels recobriments, dels conductors..).
La ESR d'un condensador generalment s'especifica per 100kHz (els marcats com a baixa impedància són bons per utilitzar-los en aplicacions d'àudio).
La freqüència i la ESR estan directament interrelacionades. En el gràfic es mostra la relació entre la VSG i altres valors de Z a diferents freqüències. El quadre indica, entre altres coses, que per tenir condensador amb una ESR més baixa es necessita que tingui una capacitat més elevada.

## Característiques dels condensadors
Un condensador electrolític "ideal" no té cap mena de resistència, només una capacitat típica. Però, de fet, el material del que el condensador està construït, té una resistència determinada. Els condensadors de baixa ESR tenen una resistència baixa (específicament reactància capacitiva), i per això, entre altres motius, s'escalfen menys que els que tenen una resistència sèrie equivalent més alta (no desitjada).
Els condensadors electrolítics de baixa ESR normalment tenen unes dimensions més petites que els condensadors electrolítics convencionals de la mateixa capacitat i mateix voltatge. Si es solda un condensador d'elevada ESR on hauria d'haver-hi un condensador de baixa ESR (per a condicions de treball a freqüències de per exemple 100 kHz) aquest s'escalfarà amb excés, el nivell d'arrissat del corrent serà inacceptable i s'espatllarà amb rapidesa.
La ESR és inversament proporcional a la capacitància del condensador, és a dir, com més gran sigui la capacitat, menor serà la ESR. Els condensadors de tensions més altes tenen un valor de ESR menor en comparació als altres de la mateixa capacitat d'un voltatge menor. En general, varis condensadors connectats en paral·lel tenen una ESR inferior a la d'un de sol amb la mateixa capacitat total, i també tenen un major arrissat de corrent (corrent d'arrissat admissible).

### Valors de ESR típics per a condensadors (per tipus / uF)[1]
| Tipus                   | 22 µF         | 100 µF        | 470 µF        |
| ----------------------- | ------------- | ------------- | ------------- |
| Alumini estàndard       | 7 – 30 Ω      | 2 – 7 Ω       | 0.13 – 0.42 Ω |
| Alumini de baixa-ESR    | 1 – 5 Ω       | 0.3 – 1.6 Ω   |               |
| Alumini sòlid           | 0.2 – 0.3 Ω   |               |               |
| Sanyo US-AMB            | 0.04 – 0.07 Ω | 0.03 – 0.06 Ω |               |
| Tàntal sòlid estandar   | 1.1 – 2.5 Ω   | 0.9 – 1.5 Ω   |               |
| Tàntal de baixa-ESR     | 0.2 – 1 Ω     | 0.08 – 0.4 Ω  |               |
| Tàntal Wet-foil         | 2.5 – 3.5 Ω   | 1.8 – 3.9 Ω   |               |
| Pel·lícula Stacked-foil | <0.015 Ω      |               |               |
| Ceràmic                 | <0.015 Ω      |               |               |

### Valors de ESR típics per a condensadors (per uF / V)[2]
| Capacitat | 10   | 16   | 25   | 35   | 63   | 160  | 250 |
| 1uF       | -    | -    | 5    | 4    | 6    | 10   | 20  |
| 2.2uF     | -    | -    | 2.5  | 3    | 4    | 9    | 14  |
| 4.7uF     | -    | -    | 6    | 3    | 2    | 6    | 5   |
| 10 uF     | -    | 1.6  | 1.5  | 1.7  | 2    | 3    | 6   |
| 22 uF     | 3    | 0.8  | 2    | 1    | 0.8  | 1.6  | 3   |
| 47 uF     | 1    | 2    | 1    | 1    | 0.6  | 1    | 2   |
| 100 uF    | 0.6  | 0.9  | 0.5  | 0.5  | 0.3  | 0.5  | 1   |
| 220 uF    | 0.3  | 0.4  | 0.4  | 0.2  | 0.15 | 0.25 | 0.5 |
| 470 uf    | 0.15 | 0.2  | 0.25 | 0.1  | 0.1  | 0.2  | 0.3 |
| 1000 uF   | 0.1  | 0.1  | 0.1  | 0.04 | 0.04 | 0.15 | -   |
| 4700 uF   | 0.06 | 0.05 | 0.05 | 0.05 | 0.05 | -    | -   |
| 10000 uF  | 0.04 | 0.03 | 0.03 | 0.03 | -    | -    | -   |
| --------- | ---- | ---- | ---- | ---- | ---- | ---- | --- |

## Mesurament de l'ESR
Un condensador es pot representar com la composició (circuit equivalent) de diversos elements en sèrie: una ESR (equivalent series resistance o resistència sèrie equivalent); i una ESL (equivalent series inductance o inductància sèrie equivalent) -composta per una capacitat en paral·lel C i la resistència de "les fugues" Rp-.
{\displaystyle {\text{ESR}}=D_{f}X_{C}={\frac {D_{f}}{2\pi fC}}}
on 
F - freqüència,
Df  - factor de dissipació
XC - reactància capacitiva
D'altra banda, la impedància del condensador és igual a:
{\displaystyle Z={\sqrt {{\text{ESR}}^{2}+{(ESL-X_{C})}^{2}}}}
Un condensador ideal té una reactància XC , que és un component de la impedància Z.
Per a una resistència interna sèrie R (en la connexió) i, amb un condensador de capacitat C, el mòdul de Z és:
{\displaystyle |Z|={\sqrt {R^{2}+{X_{C}}^{2}}}}
La reactància XC es calcula mitjançant la fórmula:
{\displaystyle X_{C}=-{\frac {1}{2\pi fC}}}
El mòdul | Z | en el subministrament de tensió alterna sinusoidal a un condensador, es pot determinar a partir de la llei d'Ohm
|Z| es mesura per a una tensió a una freqüència determinada. Es pot calcular utilitzant la fórmula
{\displaystyle |Z|={\sqrt {R^{2}+{X_{C}}^{2}}}}.